# Liste der Biografien/Schuli
Liste der Biografien |
Portal Biografien |
Personensuche
# |
A |
B |
C |
D |
E |
F |
G |
H |
I |
J |
K |
L |
M |
N |
O |
P |
Q |
R |
S |
T |
U |
V |
W |
X |
Y |
Z |
?
 
Sa |
Sb |
Sc |
Sd |
Se |
Sf |
Sg |
Sh |
Si |
Sj |
Sk |
Sl |
Sm |
Sn |
So |
Sp |
Sq |
Sr |
Ss |
St |
Su |
Sv |
Sw |
Sy |
Sz
 
Sca–Sce |
Sch |
Sci–Scz
 
Scha |
Schc |
Schd |
Sche |
Schg |
Schi |
Schj |
Schk |
Schl |
Schm |
Schn |
Scho |
Schp |
Schr |
Schs |
Scht |
Schu |
Schv |
Schw |
Schy
 
Schua |
Schub |
Schuc |
Schud |
Schue |
Schuf |
Schug |
Schuh |
Schui |
Schuk |
Schul |
Schum |
Schun |
Schuo |
Schup |
Schuq |
Schur |
Schus |
Schut |
Schuu |
Schuv |
Schuw |
Schuy |
Schuz
 
Schula |
Schulb |
Schuld |
Schule |
Schulg |
Schulh |
Schuli |
Schulj |
Schulk |
Schull |
Schulm |
Schulo |
Schulp |
Schulr |
Schuls |
Schult |
Schulw |
Schuly |
Schulz
Die Liste der Biografien führt alle Personen auf, die in der deutschsprachigen Wikipedia einen Artikel haben. Dieses ist eine Teilliste mit 14 Einträgen von Personen, deren Namen mit den Buchstaben „Schuli“ beginnt.

## Schuli

### Schulie
- Schulien, Michael (1888–1968), deutscher Ordensgeistlicher und Ethnologe, Apostolischer Visitator für das Saargebiet

### Schulin
- Schulin, Alexander (* 1965), deutscher Opernregisseur
- Schulin, Alexander Wjatscheslawowitsch (* 1963), russischer EiskunstläuferAlexander Wjatscheslawowitsch Schulin (* 1963)

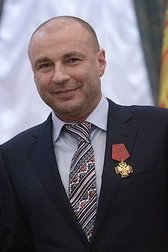
Alexander Wjatscheslawowitsch Schulin (* 1963)

- Schulin, Ernst (1929–2017), deutscher Historiker
- Schulin, Friedrich (1843–1898), deutsch-schweizerischer Rechtswissenschaftler, Rechtshistoriker und Hochschullehrer
- Schülin, Fritz (1905–1980), deutscher Heimatforscher und Pädagoge
- Schulin, Johann Sigismund (1694–1750), deutsch-dänischer Diplomat, Außenminister
- Schulin, Philipp Friedrich (1800–1874), deutscher Jurist und Politiker der Freien Stadt Frankfurt
- Schulina, Walentina Alexandrowna (* 1953), sowjetische Ruderin
- Schüling, Hermann (* 1867), deutscher Politiker (Zentrum), MdL
- Schüling, Hermann (1897–1977), deutscher Verwaltungsbeamter
- Schüling, Hermann (1926–2019), deutscher Bibliothekar und Philosoph
- Schüling, Joachim (* 1957), deutscher Bibliothekar

### Schulit
- Schulitz, Helmut (* 1936), deutscher Architekt und Hochschullehrer